# Joan Baptista Auguri Perera
Joan Baptista Auguri Perera (Manresa, 1822 - ?, després de 1889) fou un esportista i home de negocis nascut a Catalunya i amb posterior nacionalitat britànica. Es considera l'inventor del tennis modern, amb l'ajuda del seu amic Harry Gem.

## Biografia
El pare de Joan Baptista Auguri Perera era el manresà Auguri Perera Pla, que va lluitar contra els francesos a la batalla del Bruc i durant el segon setge de Girona, i anys després a favor del liberalisme durant la Guerra de la Regència d'Urgell, amb el càrrec de tinent. La seva mare era la menorquina Francisca Orfila Fàbregues. Mentre el pare lluitava contra els absolutistes, el 1822, naixeria Joan Baptista. Amb la fi del Trienni Liberal després de la invasió dels Cent Mil Fills de Sant Lluís, la família es va veure obligada a exiliar-se al Regne Unit, primer a Londres i després a Birmingham, on Joan Baptista treballaria de comerciant. El 1847 es va casar amb la irlandesa Charlotte Louisa O'Donnell, filla d'un banquer. I el 1856 va sol·licitar la nacionalització britànica per fer més rendibles els seus negocis.
Aficionat a l'esport, va inventar un nou joc a l'aire lliure a partir de diferents jocs de pilota que es jugaven tradicionalment a l'interior de locals, o bé amb la mà o bé amb raquetes primigènies. Ho va fer al jardí de casa seva, el número 8 d'Ampton Road (Birmingham), amb la col·laboració del seu amic Harry Gem, un advocat i escriptor de la ciutat, també aficionat a l'esport. Des del 1859 jugaven al lawn racket, tal com van batejar el nou joc, tot i que finalment rebria el nom de lawn tennis. El 1872 es va traslladar amb el seu amic a Leamington Spa, on crearien el primer club de tennis de la història, el Leamington Lawn Tennis Club. A partir d'aquí poca cosa més se sap de Joan Baptista. Es creu que quan va morir el seu amic el 1881 es va traslladar a París o a Siena (Itàlia), on moriria cap al 1905.

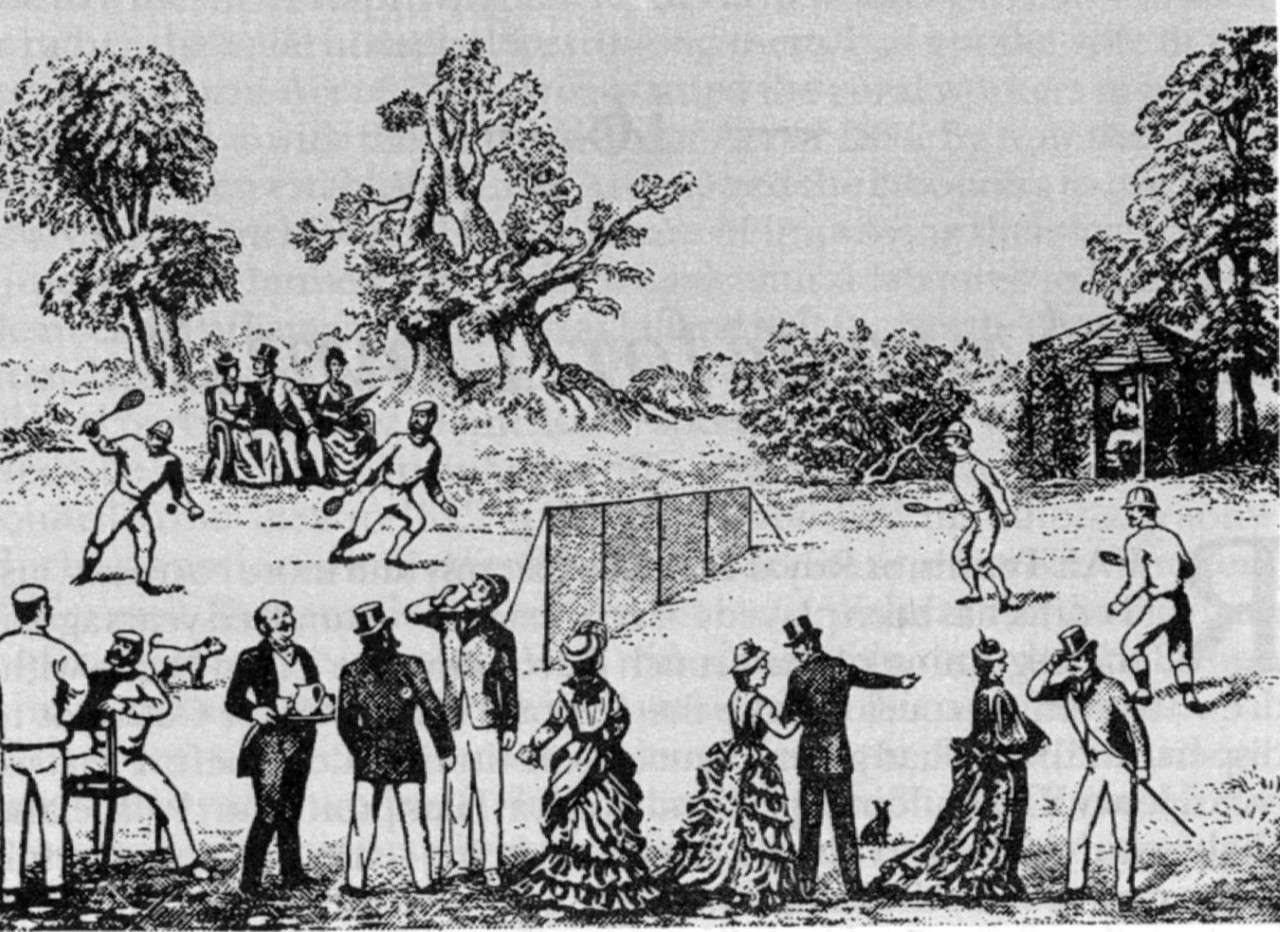
Dibuix d'un partit de lawn tennis jugat al club de Leamington el 1872

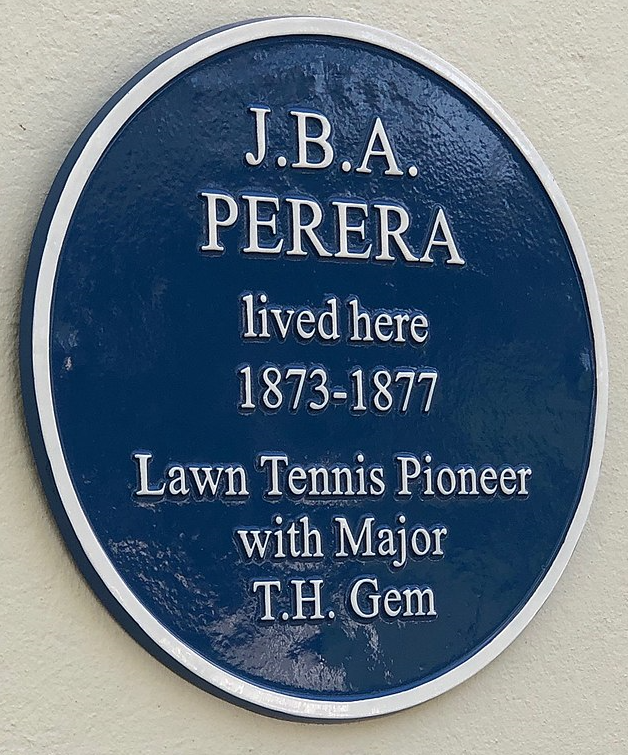
Placa a la casa de Perera de Leamington, al número 33 d'Avenue Road

## El veritable inventor tennis
Tradicionalment, s'ha atribuït la invenció del tennis modern a Walter Clopton Wingfield, però en les darreres dècades s'ha qüestionat aquesta afirmació.
El 1874 Wingfield va patentar i comercialitzar un joc que va anomenar sphairistiké, i que s'assemblava molt al lawn tennis de Perera i Gem, tot i que amb un camp amb forma de rellotge de sorra i una xarxa més alta. Però se sap que Perera i Gem des d'almenys el 1859 jugaven al lawn tennis. El mateix 1874, en una carta adreçada a Gem, Wingfield va reconèixer que havia estat experimentant amb el lawn tennis durant només un any i mig.
Per culpa d'una sèrie de desgràcies personals, Wingfield es va allunyar de l'esport, i el seu joc seria promocionat pel Marylebone Cricket Club. El 1877, fent una col·laboració amb l'All England Croquet Club, es van canviar algunes normes del sphairistiké. Així el joc s'assemblava encara més a l'ideat per Perera i Gem. En aquell any s'organitzaria el primer campionat de Wimbledon, amb el nom de Lawn Tennis Championship. Durant anys, diversos clubs feien campionats anuals fins que el de Wimbledon es va convertir en el més durador i famós.
Malgrat que al Regne Unit, en un intent de restaurar la memòria de Perera i Gem en la creació del tennis modern, s'ha intentat donar més rellevància al paper del segon, el mateix Gem va afirmar el 1874 en una carta adreçada a la revista The Field que el lawn tennis havia sigut ideat principalment per Perera.